# بازگشت به خیابان هراس
بازگشت به خیابان هراس (به انگلیسی: return to fear street) مجموعه ای ۳ جلدی است که از سال ۲۰۱۸ به بعد توسط آر.ال. استاین نویسندهٔ آمریکایی برای نوجوانان نگاشته شد. 

## کتاب‌های مجموعه
| نام کتاب                   | نام مجموعه            | publish_date       | ISBN              |
| You May Now Kill the Bride | بازگشت به خیابان هراس | July 24, 2018      | 978-1-250-05161-5 |
| The Wrong girl             | بازگشت به خیابان هراس | September 25, 2018 | 978-1-250-05162-2 |
| Drop Dead Gorgeous         | بازگشت به خیابان هراس | February 5th, 2019 | 978-1-250-05162-2 |
| -------------------------- | --------------------- | ------------------ | ----------------- |